# Ashley MacIsaac
Ashley Dwayne MacIsaac (ur. 24 lutego 1975 w Creignish) – profesjonalny kanadyjski skrzypek z Cape Breton.

## Biogram
MacIsaac urodził się w miejscowości Creignish w kanadyjskiej Nowej Szkocji. Jego siostra, Lisa, również jest skrzypaczką i wzięła udział w nagrywaniu czwartego albumu studyjnego artysty pt. Helter's Celtic. Skrzypkami jest także kuzynostwo Ashleya – Alexis MacIsaac, Wendy MacIsaac i Natalie MacMaster. Jack White, lider i gitarzysta grupy The White Stripes, jest dalszym kuzynem muzyka.
Za największy sukces Ashleya, który w branży muzycznej zadebiutował w roku 1992 albumem Close to the Floor, uchodzi jego trzecia płyta, zatytułowana Hi™ How Are You Today?. Album znalazł się na dziewiątej pozycji zestawienia kanadyjskiej listy przebojów i na miejscu dwudziestym amerykańskiego notowania Top Heatseekers, a także pokrył się podwójną platyną. Z tegoż albumu pochodzi także hit MacIsaaca "Sleepy Maggie", zaśpiewany w języku gaelickim szkockim przez folkową kanadyjską artystkę Mary Jane Lamond, który stał się dance'owym przebojem Kanady (głównie radiowym) oraz odnotował swoją obecność w zestawieniu Billboard Hot 100. Do roku 2006 MacIsaac wydał łącznie dziesięć albumów studyjnych, w 2008 roku zaś ukazał się album kompilujący jego najpopularniejsze przeboje.
Okazjonalnie Ashley zajmuje się aktorstwem. Poza kilkoma rolami cameo, wystąpił jako Basil, muzyk weselny, w melodramacie Wiszący ogród (1997).
Jest otwartym gejem.
Autobiografia muzyka Fiddling with Disaster ukazała się w 2003 roku.

## Dyskografia

### Albumy
- 1992: Close to the Floor
- 1993: A Cape Breton Christmas
- 1995: Hi™ How Are You Today?
- 1996: Fine®, Thank You Very Much
- 1999: Helter's Celtic
- 2001: capebretonfiddlemusicNOTCALM (nagrany z Howiem MacDonaldem)
- 2003: Ashley MacIsaac
- 2004: Live at the Savoy
- 2005: Fiddle Music 101 (nagrany z Dave'em MacIsaakiem)
- 2006: Pride
- 2008: The Best of Ashley MacIsaac

### Single
- 1995: "The Square Dance Song" (nagrany z BKS)
- 1995: "Sleepy Maggie"
- 1996: "Devil in the Kitchen"
- 1997: "Brenda Stubbert"
- 1998: "Great Divide" (nagrany z Bruce'em Hornsbym)